# Swedmedia
Swedmedia AB är en svensk kristen massmediekoncern. Den bildades i slutet av 2007 genom sammanslagningen av Bokförlaget Libris, Dagstidningen Dagen och TV-produktionsbolaget TV-Inter. VD är Daniel Grahn.
Swedmedia AB ägs av Pingströrelsen i Sverige (genom Pingst förvaltning, tidigare kallad Dagengruppen), norska Mediehuset Vårt Land, Evangeliska Frikyrkan, Svenska Alliansmissionen och Svenska Baptistsamfundet.